# فهرست فیلم‌های پویانمایی پارامونت پیکچرز

نشان شرکت فیلم‌سازی «پارامونت پیکچرز»

این فهرستی از فیلم‌های پویانمایی پارامونت پیکچرز است.
پارامونت فیلمهایش را از استودیوهای پویانمایی متعلق و غیر متعلق به آن منتشر می‌کند. اکثر فیلم‌های ذکر شده در زیر از پارامونت انیمیشن هستند که به عنوان یک بخش انیمیشن از ویژگی‌های پارامونت در ۲۰۱۵ آغاز به کار کرد. پارامونت همچنین فیلم‌های پویانمایی دیگری را توسط شرکت‌های دیگر تولید کرده‌است، مانند دریم‌ورکس انیمیشن، که در حال حاضر متعلق به یونیورسال پیکچرز است.
واحدهای دیگر استودیو نیز فیلم‌های بلندی منتشر کرده‌اند، در درجه اول فلیشر استودیوز، فیمس استودیوز و استودیوی انیمیشن نیکلودئون و استودیو توزیع فیلم، که حقوق فیلم را از استودیوهای دیگر خارج می‌کند تا فیلم‌ها را تحت برچسب پارامونت منتشر کند.

## فیلم‌ها

### پرفروش‌ترین فیلم‌های پویانمایی پارامونت پیکچرز
| رتبه | فیلم                              | فروش         | سال  | منبع   |
| ---- | --------------------------------- | ------------ | ---- | ------ |
| ۱    | سونیک خارپشت ۲                    | $۴۰۱٬۰۱۸٬۵۱۸ | ۲۰۲۲ | [ ۱ ]  |
| ۲    | ماجراهای تن‌تن                     | $۳۷۳٬۹۹۳٬۹۵۱ | ۲۰۱۱ | [ ۲ ]  |
| ۳    | فیلم باب‌اسفنجی: اسفنج بیرون از آب | $۳۲۵٬۱۸۶٬۰۳۲ | ۲۰۱۵ | [ ۳ ]  |
| ۴    | سونیک خارپشت                      | $۳۱۹٬۷۱۵٬۶۸۳ | ۲۰۲۰ | [ ۴ ]  |
| ۵    | رنگو                              | $۲۴۵٬۷۲۴٬۶۰۳ | ۲۰۱۱ | [ ۵ ]  |
| ۶    | بئوولف                            | $۱۹۶٬۳۹۳٬۷۴۵ | ۲۰۰۷ | [ ۶ ]  |
| ۷    | گشت پنجه‌ای: فیلم                  | $۱۴۴٬۳۲۷٬۳۷۱ | ۲۰۲۱ | [ ۷ ]  |
| ۸    | فیلم روگرات‌ها                     | $۱۴۰٬۸۹۴٬۶۷۵ | ۱۹۹۸ | [ ۸ ]  |
| ۹    | فیلم باب‌اسفنجی شلوارمکعبی         | $۱۴۰٬۱۶۱٬۷۹۲ | ۲۰۰۴ | [ ۹ ]  |
| ۱۰   | پارک شگفت‌انگیز                    | $۱۱۹٬۵۵۹٬۱۱۰ | ۲۰۱۹ | [ ۱۰ ] |

### فیلم‌های منتشر شده
| فلیشر استودیوز                                                 |   |
| پارامونت انیمیشن                                               |   |
| نیکلودئون موویز                                                |   |
| دریم‌ورکس انیمیشن (۲۰۰۶–۲۰۱۲)، (اکنون بخشی از یونیورسال پیکچرز) |   |
| استدویوهای دیگر پارامونت                                       |   |
| استودیوی ثالث                                                  |   |
|                                                                |   |
| ترکیب لایو اکشن/ پویانمایی                                     | S |
| توسط پارامونت تولید نشده، اما با برچسب آن منتشر شده.           | R |
| پویانمایی بزرگسالان                                            | A |

| عنوان                                            | تاریخ انتشار            | استودیو                                                      | استودیو |
| ------------------------------------------------ | ----------------------- | ------------------------------------------------------------ | ------- |
| سفرهای گالیور                                    | ۲۲ دسامبر ۱۹۳۹          | فلیشر استودیوز                                               |         |
| آقای باگ به شهر می‌رود                            | ۵ دسامبر ۱۹۴۱           | فلیشر استودیوز                                               |         |
| تار شارلوت                                       | ۱ مارس ۱۹۷۳             | هانا باربرا                                                  |         |
| علاءالدین و چراغ جادو[R]                         | ۱ ژوئیه ۱۹۷۵            | فیلمز جین ایمج                                               |         |
| برای زندگی خود مسابقه بده، چارلی براون           | ۲۴ اوت ۱۹۷۷             | ملندز فیلمز                                                  |         |
| سفر خوبی داشته باشی چارلی براون (و دیگر برنگرد!) | ۳۰ مه ۱۹۸۰              | ملندز فیلمز                                                  |         |
| آهنگ هایدی                                       | ۱۹ نوامبر ۱۹۸۲          | هانا باربرا                                                  |         |
| دنیای باحال[S][A]                                | ۱۰ ژوئیه ۱۹۹۲           | راف درفت استدیوز                                             |         |
| بچه‌های ببه[A]                                    | ۳۱ ژوئیه ۱۹۹۲           | هایپریون انیمیشن                                             |         |
| Beavis and Butt-Head Do America[A]               | ۲۰ دسامبر ۱۹۹۶          | ام‌تی‌وی انیمیشن و گفن فیلم کمپانی                             |         |
| فیلم روگرات‌ها                                    | ۲۰ نوامبر ۱۹۹۸          | نیکلودئون موویز و کلاسکای ساپو                               |         |
| ساوت پارک: گنده‌تر، درازتر و بریده‌نشده[A]         | ۳۰ ژوئن ۱۹۹۹            | کمدی سنترال فیلمز، اسکات رودین و برادران وارنر پیکچرز        |         |
| روگرات‌ها در پاریس: فیلم                          | ۱۷ نوامبر ۲۰۰۰          | نیکلودئون موویز و کلاسکای ساپو                               |         |
| جیمی نوترون: پسر نابغه                           | ۲۱ دسامبر ۲۰۰۱          | نیکلودئون موویز، استیو اودکرک و دی‌ان‌ای پروداکشنز             |         |
| هی آرنولد!: فیلم                                 | ۲۸ ژوئن ۲۰۰۲            | نیکلودئون موویز و کریگ بارتلت                                |         |
| فیلم ترنجبری وحشی                                | ۲۰ دسامبر ۲۰۰۲          | نیکلودئون موویز و کلاسکای ساپو                               |         |
| روگرات‌ها وحشی شدند                               | ۱۳ ژوئن ۲۰۰۳            | نیکلودئون موویز و کلاسکای ساپو                               |         |
| تیم آمریکا: پلیس جهانی[S][A]                     | ۱۵ اکتبر ۲۰۰۴           | اسکات رودین                                                  |         |
| فیلم باب‌اسفنجی شلوارمکعبی[S]                     | ۱۹ نوامبر ۲۰۰۴          | نیکلودئون موویز و استیون هیلنبرگ                             |         |
| آن سوی پرچین[R]                                  | ۱۹ مه ۲۰۰۶              | دریم‌ورکس انیمیشن                                             |         |
| رئیس مزرعه                                       | ۴ اوت ۲۰۰۶              | نیکلودئون موویز و استیو اودکرک                               |         |
| برآب‌رفته[R]                                      | ۳ نوامبر ۲۰۰۶           | دریم‌ورکس انیمیشن و آردمن انیمیشن                             |         |
| شرک ۳[R]                                         | ۱۸ مه ۲۰۰۷              | دریم‌ورکس انیمیشن و پی‌دی‌آی                                    |         |
| فیلم زنبور[R]                                    | ۲ نوامبر ۲۰۰۷           | دریم‌ورکس انیمیشن                                             |         |
| بئوولف[A]                                        | ۱۶ نوامبر ۲۰۰۷          | ایمج‌موورز و برادران وارنر پیکچرز                             |         |
| پاندای کونگ‌فوکار[R]                              | ۶ ژوئن ۲۰۰۸             | دریم‌ورکس انیمیشن                                             |         |
| ماداگاسکار: فرار به آفریقا[R]                    | ۷ نوامبر ۲۰۰۸           | دریم‌ورکس انیمیشن و پی‌دی‌آی                                    |         |
| هیولاها علیه بیگانگان[R]                         | ۲۷ مارس ۲۰۰۹            | دریم‌ورکس انیمیشن                                             |         |
| چگونه اژدهای خود را تربیت کنیم[R]                | ۲۶ مارس ۲۰۱۰            | دریم‌ورکس انیمیشن                                             |         |
| شرک برای همیشه[R]                                | ۲۱ مه ۲۰۱۰              | دریم‌ورکس انیمیشن                                             |         |
| ابر ذهن[R]                                       | ۵ نوامبر ۲۰۱۰           | دریم‌ورکس انیمیشن و پی‌دی‌آی                                    |         |
| رنگو                                             | ۴ مارس ۲۰۱۱             | نیکلودئون موویز و اینداستریال لایت اند مجیک                  |         |
| پاندای کونگ‌فوکار ۲[R]                            | ۲۶ مه ۲۰۱۱              | دریم‌ورکس انیمیشن                                             |         |
| گربه چکمه‌پوش[R]                                  | ۲۸ اکتبر ۲۰۱۱           | دریم‌ورکس انیمیشن                                             |         |
| ماجراهای تن‌تن                                    | ۲۱ دسامبر ۲۰۱۱          | نیکلودئون موویز، امبلین اینترتینمنت و کلمبیا پیکچرز          |         |
| ماداگاسکار ۳: تحت تعقیب‌ترین‌های اروپا[R]          | ۸ ژوئن ۲۰۱۲             | دریم‌ورکس انیمیشن و پی‌دی‌آی                                    |         |
| تاد، کاوشگر گمشده[R]                             | ۳۱ اوت ۲۰۱۲(اسپانیا)    | انریکه گاتو                                                  |         |
| ظهور نگهبانان[R]                                 | ۲۱ نوامبر ۲۰۱۲          | دریم‌ورکس انیمیشن                                             |         |
| صخره ۲: جزر و مد بالا[R]                         | ۲۵ اکتبر ۲۰۱۳(انگلستان) | واندرورلد استدیوز                                            |         |
| فیلم باب‌اسفنجی: اسفنج بیرون از آب[S]             | ۶ فوریه ۲۰۱۵            | پارامونت انیمیشن و نیکلودئون موویز                           |         |
| گرفتن پرچم[R]                                    | ۲۵ اوت ۲۰۱۵(اسپانیا)    | انریکه گاتو                                                  |         |
| مونه: نگهبان ماه[R]                              | ۱۴ اکتبر ۲۰۱۵(فرانسه)   | آن انیمیشن استودیوز                                          |         |
| انومالیسا[A]                                     | ۳۰ دسامبر ۲۰۱۵          | هان‌وی فیلمز                                                  |         |
| شازده کوچولو[R]                                  | ۵ اوت ۲۰۱۶(فرانسه)      | آن انیمیشن استودیوز                                          |         |
| تاد کاوشگر گمشده و راز پادشاه میداس[R]           | ۲۵ اوت ۲۰۱۷(اسپانیا)    | انریکه گاتو                                                  |         |
| شرلوک نومز                                       | ۲۳ مارس ۲۰۱۸            | پارامونت انیمیشن، مترو گلدوین مایر و راکت پیکچرز             |         |
| پارک شگفت‌انگیز                                   | ۱۵ مارس ۲۰۱۹            | پارامونت انیمیشن و نیکلودئون موویز                           |         |
| سونیک خارپشت[S]                                  | ۱۴ فوریه ۲۰۲۰           | سگا سامی و اوریجینال فیلم                                    |         |
| فیلم باب‌اسفنجی: اسفنج در حال فرار[S]             | ۱۴ اوت ۲۰۲۰(کانادا)     | پارامونت انیمیشن و نیکلودئون موویز                           |         |
| گشت پنجه‌ای: فیلم                                 | ۲۰ اوت ۲۰۲۱             | نیکلودئون موویز و اسپین مستر                                 |         |
| کلیفورد سگ بزرگ سرخ[S]                           | ۱۰ نوامبر ۲۰۲۱          | انترتینمنت وان و اسکلاستیک                                   |         |
| سونیک خارپشت ۲[S]                                | ۸ آوریل ۲۰۲۲            | سگا سامی، اوریجینال فیلم، سیاره انیمیشن مارزا و بلور استودیو |         |
| پنجه‌های خشم: افسانه هنک[R]                       | ۱۵ ژوئیه ۲۰۲۲           | نیکلودئون موویز، بروکس‌فیلم، هوای برادرز و تنسنت پیکچرز       |         |

### فیلم‌های آینده
| عنوان                                           | تاریخ انتشار   | استودیوها                                                          | استودیوها |
| ----------------------------------------------- | -------------- | ------------------------------------------------------------------ | --------- |
| لاک‌پشت‌های نینجای جهش‌یافته نوجوان: آشوب جهش‌یافته | ۴ اوت ۲۰۲۳     | پارامونت انیمیشن، نیکلودئون موویز و پوینت گری پیکچرز               |           |
| دنبالهٔ بدون عنوان گشت پنجه‌ای: فیلم              | ۱۳ اکتبر ۲۰۲۳  | نیکلودئون موویز و اسپین مستر                                       |           |
| شاگرد ببر                                       | ۲۰ دسامبر ۲۰۲۳ | پارامونت انیمیشن و نیو ریپابلیک پیکچرز                             |           |
| فیلم بدون عنوان تبدیل‌شوندگان                    | ۱۹ ژوئیه ۲۰۲۴  | پارامونت انیمیشن، انترتینمنت وان و دی بوناونچورا پیکچرز            |           |
| فیلم بدون عنوان اسمورف‌ها                        | ۲۰ دسامبر ۲۰۲۴ | پارامونت انیمیشن، نیکلودئون موویز و شرکت سرگرمی کرنر               |           |
| دنبالهٔ بدون عنوان کلیفورد سگ بزرگ سرخ[S]        | TBA            | انترتینمنت وان، نیو ریپابلیک پیکچرز, شرکت سرگرمی کرنر, و اسکلاستیک |           |
| سونیک خارپشت ۳[S]                               | TBA            | سگا سامی، اوریجینال فیلم، سیاره انیمیشن مارزا، و بلور استودیو      |           |
| چهارمین فیلم باب‌اسفنجی شلوارمکعبی               | TBA            | پارامونت انیمیشن، نیکلودئون موویز، و استیون هیلنبرگ                |           |

## یادداشت
1. ↑  لیست تاریخ‌های اصلی اکران تئاتر در ایالات متحده (یا سایر مناطق غیر ایالات متحده) زمانی که فیلم توسط پارامونت مشارکت داشته‌است ذکر شده‌است. توزیع کنندگان مختلف برای توزیع هر فیلم در طول تاریخ پارامونت نسبت داده می‌شوند.
2. ↑  تاریخ انتشار اصلی 28 ژانویه 1970 بود
3. ↑  منتشر شده توسط پارامونت پیکچرز در آمریکای شمالی
4. 1 2  منتشر شده توسط پارامونت پیکچرز در آمریکای شمالی
5. 1 2 3  منتشر شده توسط پارامونت پیکچرز خارج از آمریکای شمالی
6. ↑  توسط نتفلیکس در ایالات متحده منتشر شد
7. ↑  به صورت تئاتر در ایالات متحده منتشر نشده‌است